# Prat de Comte
Prat de Comte és un municipi de la comarca de la Terra Alta. El topònim té el seu origen en "el prat donat pel comte" després de la seva conquesta en la baixa edat mitjana. Es va anomenar impròpiament Prat de Compte fins al 1983. Es troba al nord-est dels Ports de Beseit i el terme és força accidentat per la seva situació geogràfica. 1.096,60 hectàrees del seu terme municipal estan incloses dins el Parc Natural dels Ports. És un municipi bàsicament agrari, encara que ha recuperat la tradició de l'elaboració del licor d'aiguardent, que havia estat lligat a la població. A l'octubre celebra la Festa de l'Aiguardent.

## Geografia
- Llista de topònims de Prat de Comte (Orografia: muntanyes, serres, collades, indrets..; hidrografia: rius, fonts...; edificis: cases, masies, esglésies, etc).

Està situat al límit amb el Baix Ebre, al sector nord-oriental dels Ports de Beseit, als vessants septentrionals del tossal d'Engrilló (1.076 m. alt), termenal amb els municipis d'Horta de Sant Joan i de Paüls dels Ports. Forma part del Parc Natural dels Ports.
Drena el terme el riu Canaletes (límit nord-oriental) i la capçalera del barranc de la Xalamera, afluent de l'Ebre. El territori és molt muntanyós.

## Història
El poble (170 h. el 2013); 364 m alt és enlairat a l'esquerra del barranc de Xalamera. L'església parroquial és dedicada a Sant Bartomeu. El seu origen és segurament posterior a la restauració cristiana. És presumible que des dels seus orígens hagués format part de la Comanda d'Horta, primer templera i després hospitalera, car al segle xiii el seu territori està dins del terme d'Horta i a mitjan segle xiv es documenta com a membre de la comanda hospitalera d'Horta de Sant Joan.
Dins el terme hi ha la caseria de la Condolada.
Des del principi del segle xx hom explotà les argiles refractàries (unes 500 tones anuals), que eren enviades a Barcelona, València i Terrassa; també hi ha pedreres d'extracció de sorra i guix.

## Demografia
| 1497 f | 1515 f | 1553 f | 1717 | 1787 | 1857 | 1877 | 1887 | 1900 | 1910 |
| ------ | ------ | ------ | ---- | ---- | ---- | ---- | ---- | ---- | ---- |
| 3      | 7      | 5      | 85   | -    | 527  | 613  | 742  | 896  | 849  |

| 1920 | 1930 | 1940 | 1950 | 1960 | 1970 | 1981 | 1990 | 1992 | 1994 |
| ---- | ---- | ---- | ---- | ---- | ---- | ---- | ---- | ---- | ---- |
| 814  | 754  | 511  | 508  | 411  | 341  | 248  | 227  | 219  | 219  |

| 1996 | 1998 | 2000 | 2002 | 2004 | 2006 | 2008 | 2010 | 2012 | 2014 |
| ---- | ---- | ---- | ---- | ---- | ---- | ---- | ---- | ---- | ---- |
| 202  | 190  | 178  | 182  | 189  | 196  | 194  | 198  | 183  | 164  |

| 2016 | 2018 | 2020 | 2022 | 2024 | 2026 | 2028 | 2030 | 2032 | 2034 |
| ---- | ---- | ---- | ---- | ---- | ---- | ---- | ---- | ---- | ---- |
| 177  | 179  | 177  | 186  | 185  | -    | -    | -    | -    | -    |

## Educació
Actualment, al municipi de Prat de Comte hi ha una escola rural pública, l’Escola Mare de Déu de la Fontcalda, que és el centre educatiu de referència per als infants de la localitat. Forma part de la ZER Ports-Algars, una Zona Escolar Rural que agrupa també les escoles dels municipis d’Arnes (Escola la Miranda) i Caseres (Escola la Gessera).
L’actual edifici educatiu, situat a la part alta del poble de Prat de Comte, fou inaugurat el 12 de desembre del 1990. Tanmateix, la tradició educativa al municipi es remunta a dècades enrere, quan les primeres aules es van habilitar per donar resposta a les necessitats formatives dels infants de la zona.
Al ser escola rural, l'escola imparteix ensenyaments des d’Educació Infantil (i2) fins a Sisè de Primària, organitzant-se en grups reduïts, fet que permet una atenció individualitzada per a cada alumne. A més, el treball conjunt entre els centres de la ZER fomenta activitats cooperatives i intercanvis que enriqueixen l’experiència educativa dels infants.
El projecte educatiu de l’escola posa un èmfasi especial en el coneixement de l’entorn natural i cultural de la Terra Alta, promovent valors com la sostenibilitat, la inclusió i l’aprenentatge significatiu. L’escola també col·labora amb diverses entitats locals i impulsa activitats per integrar la comunitat educativa amb la vida del municipi.

## Galeria

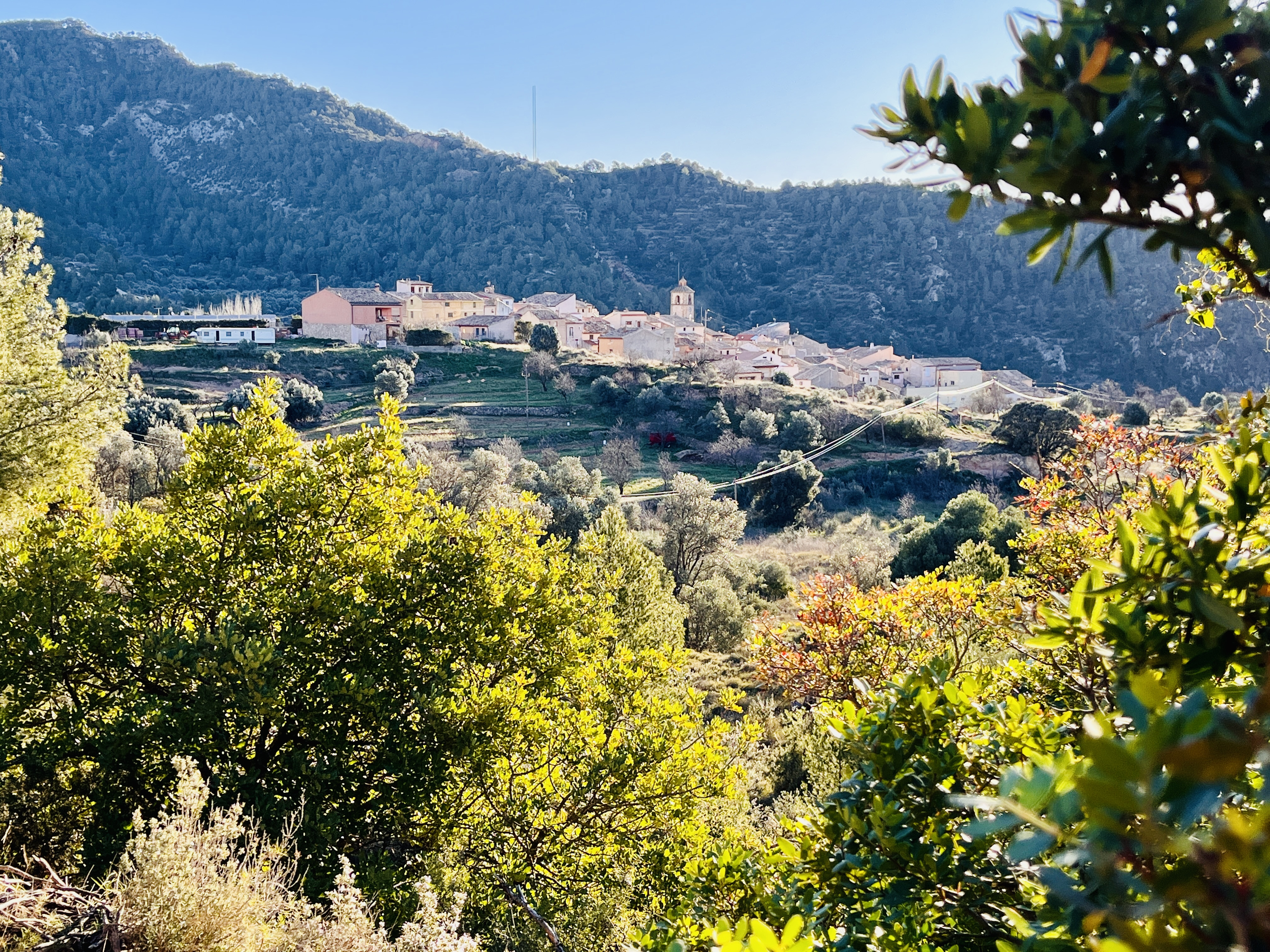
Municipi de Prat de Comte

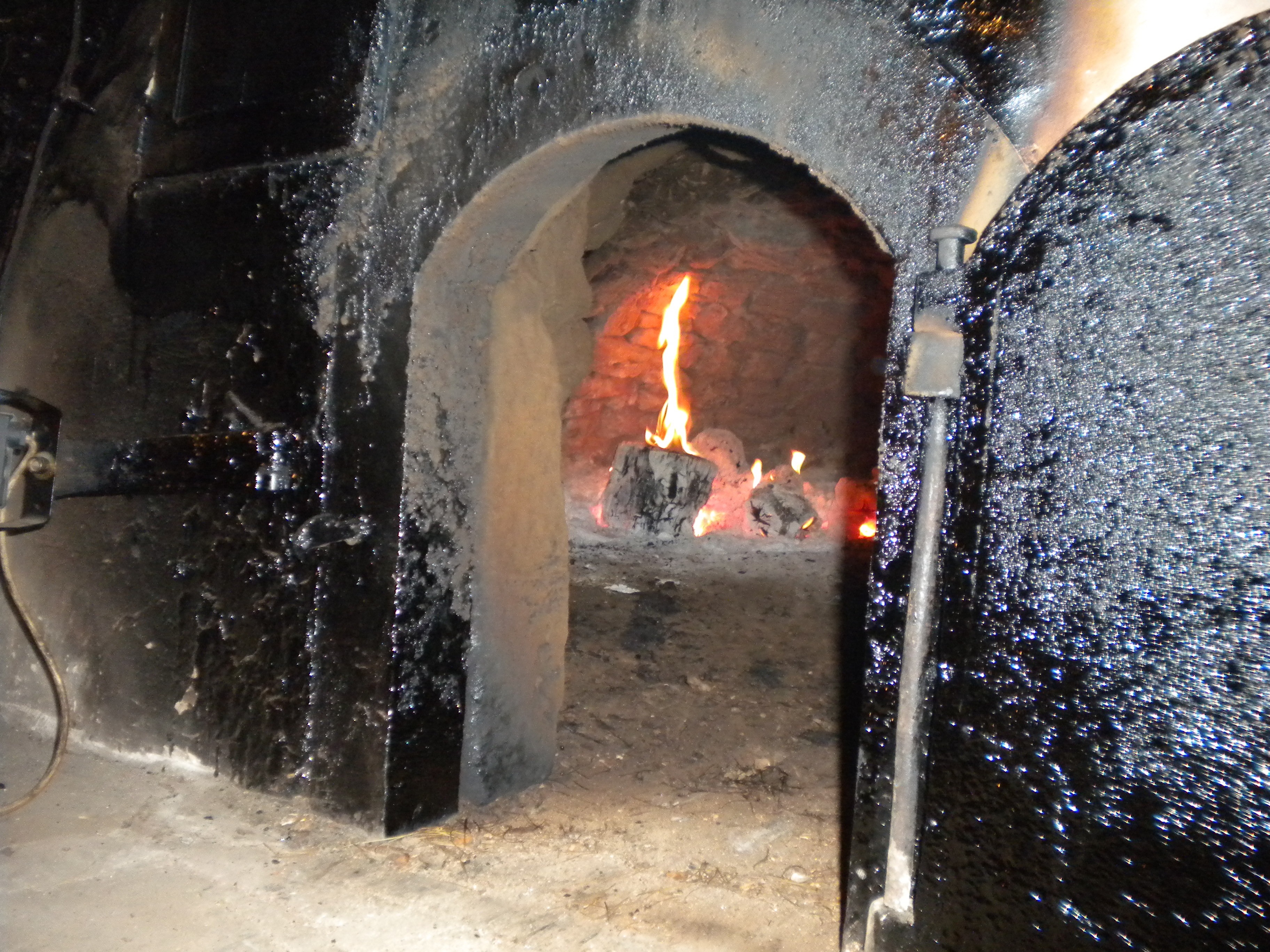
Antic forn de pa
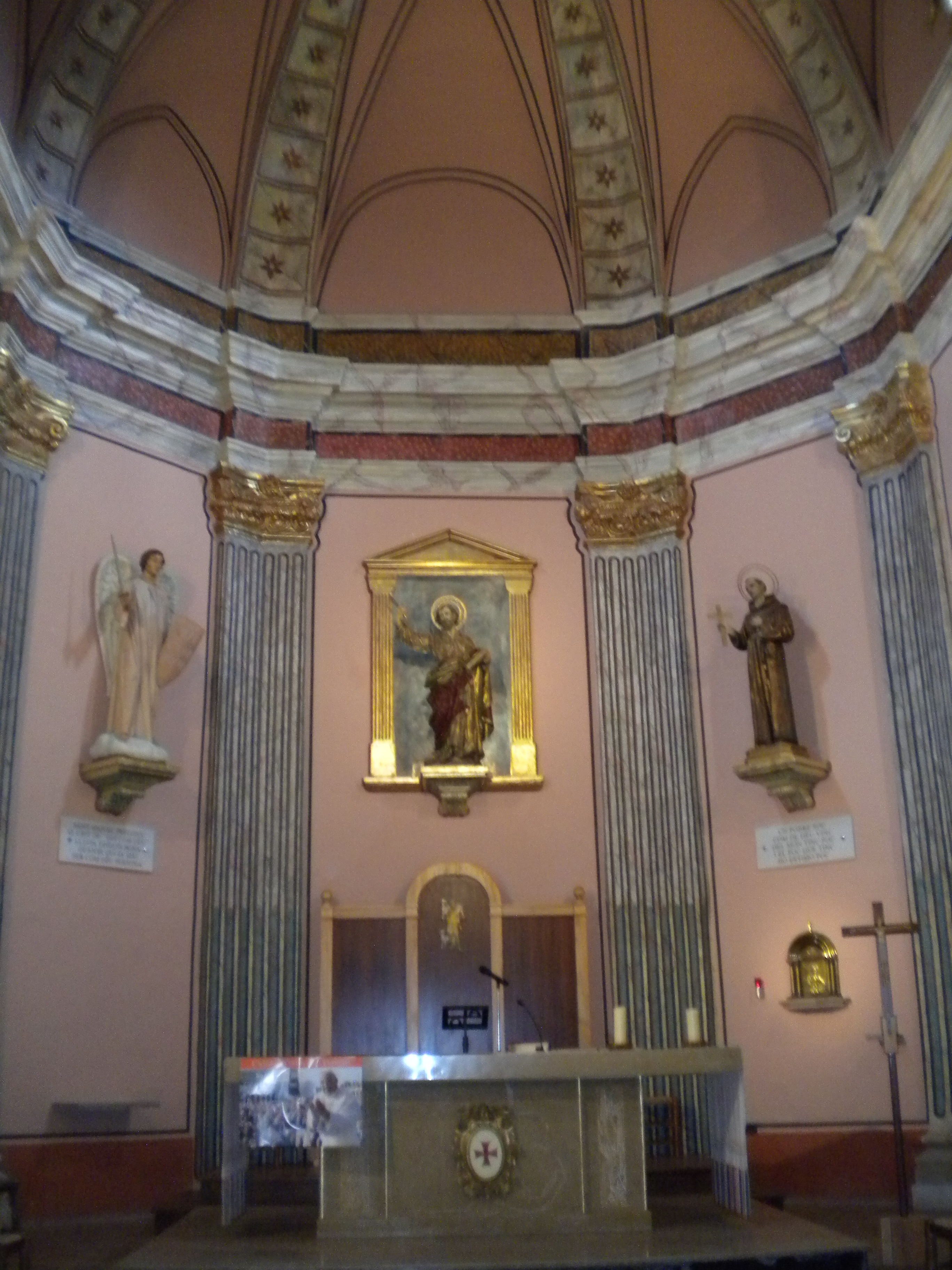
Altar major de l'església
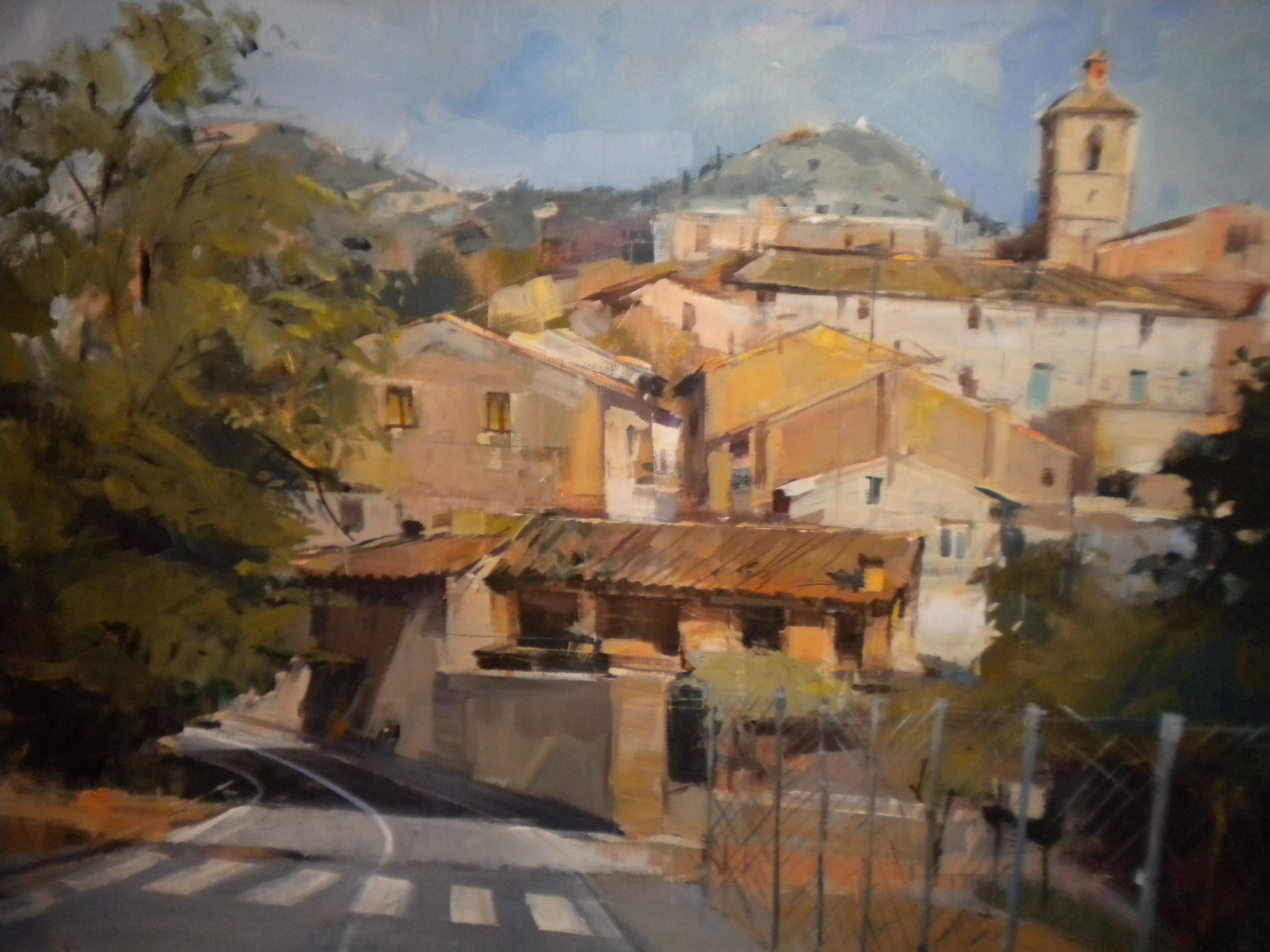
Pintura ràpida del concurs Joan Lahosa
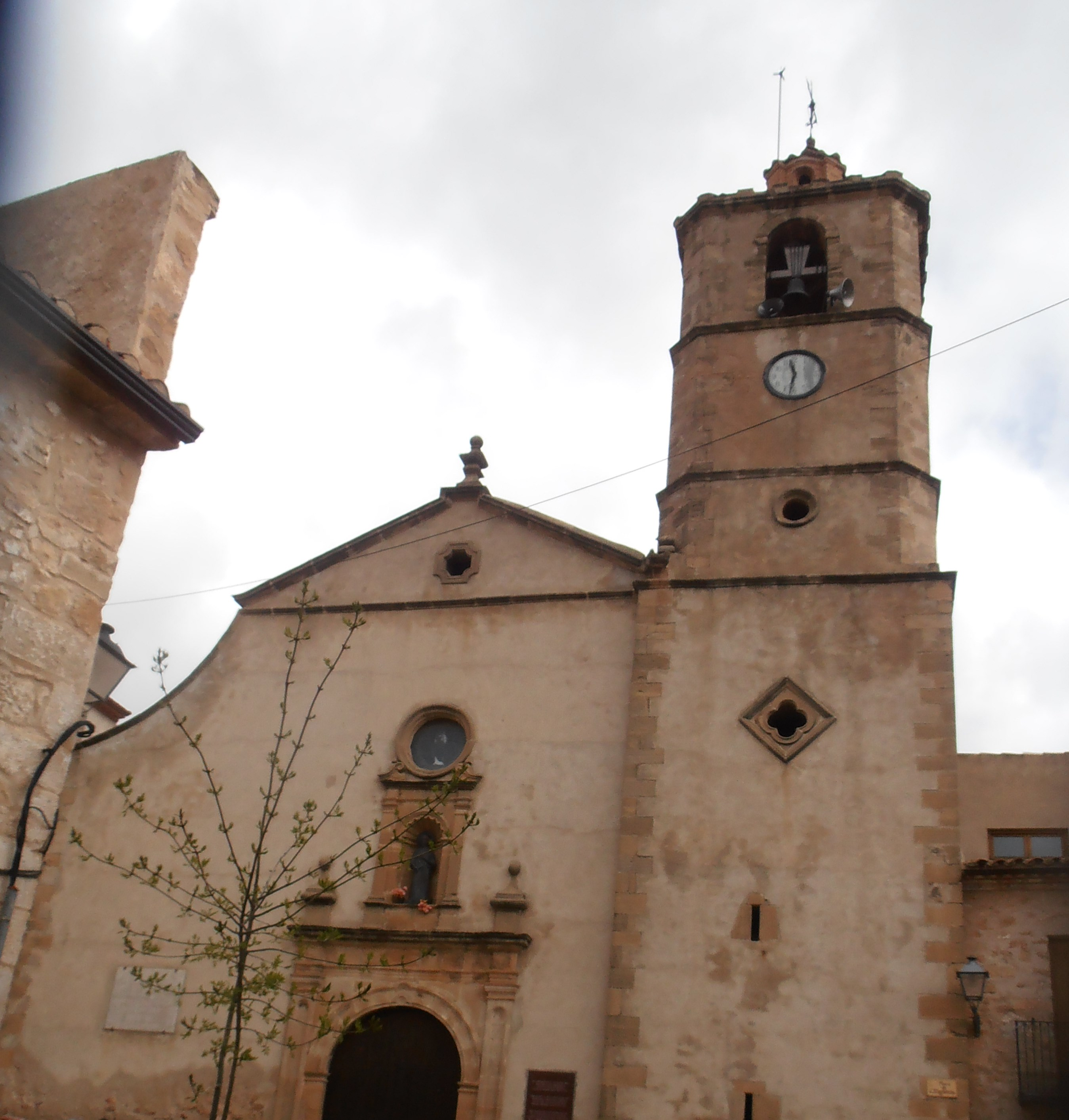
Façana de l'església de Sant Bartomeu
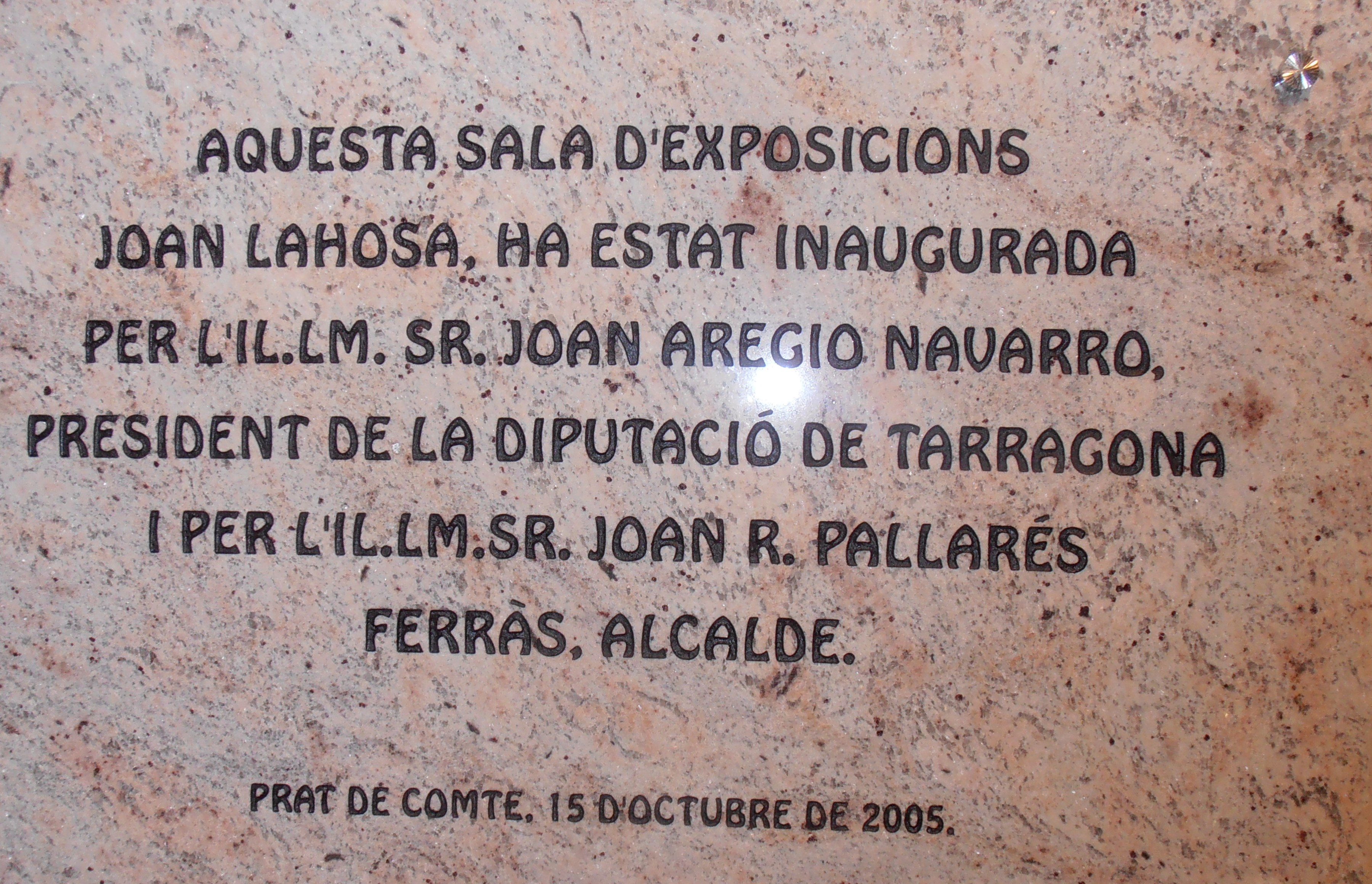
Placa commemorativa
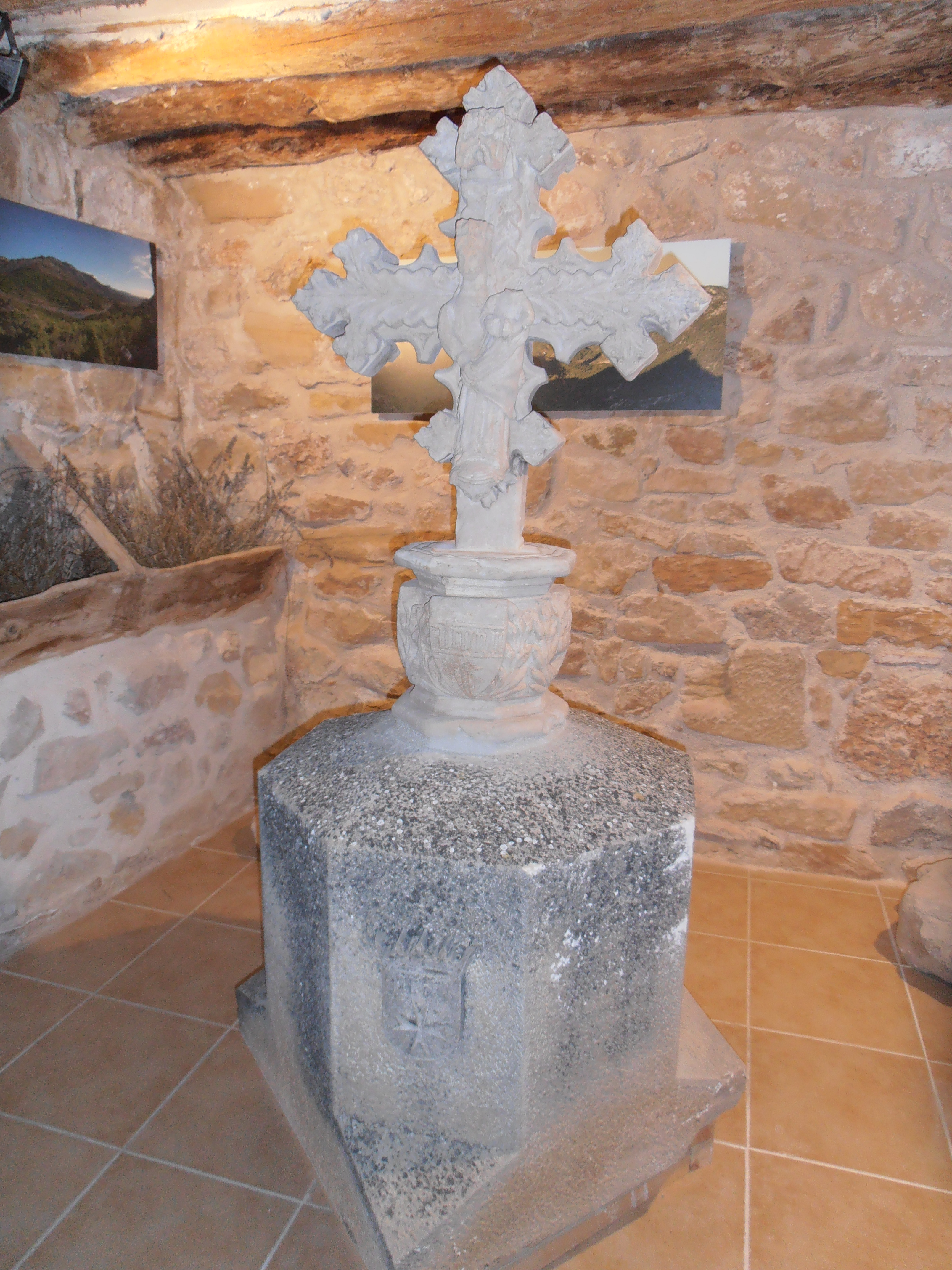
Antiga Creu de terme
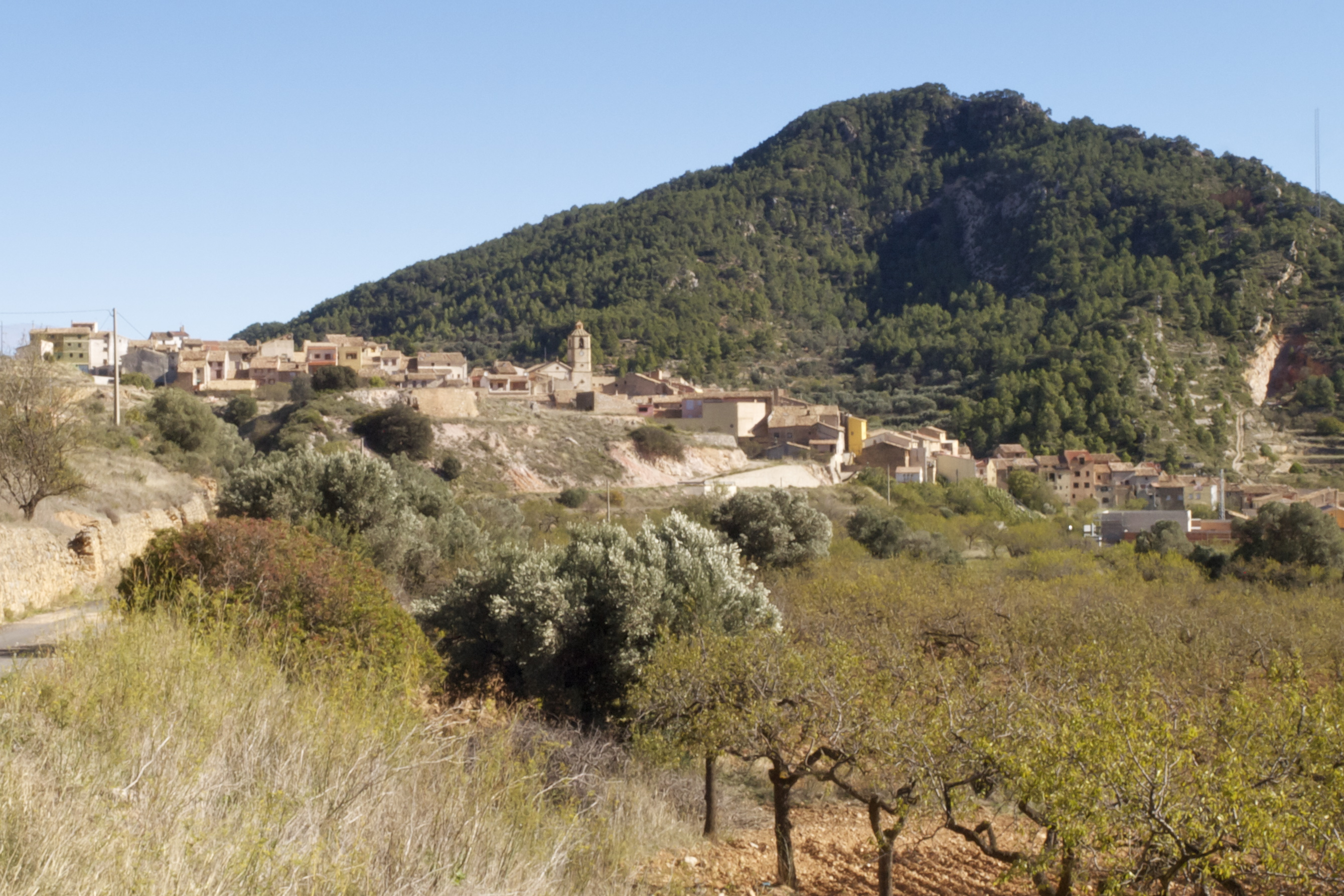
Vista del poble des de la carretera T-333
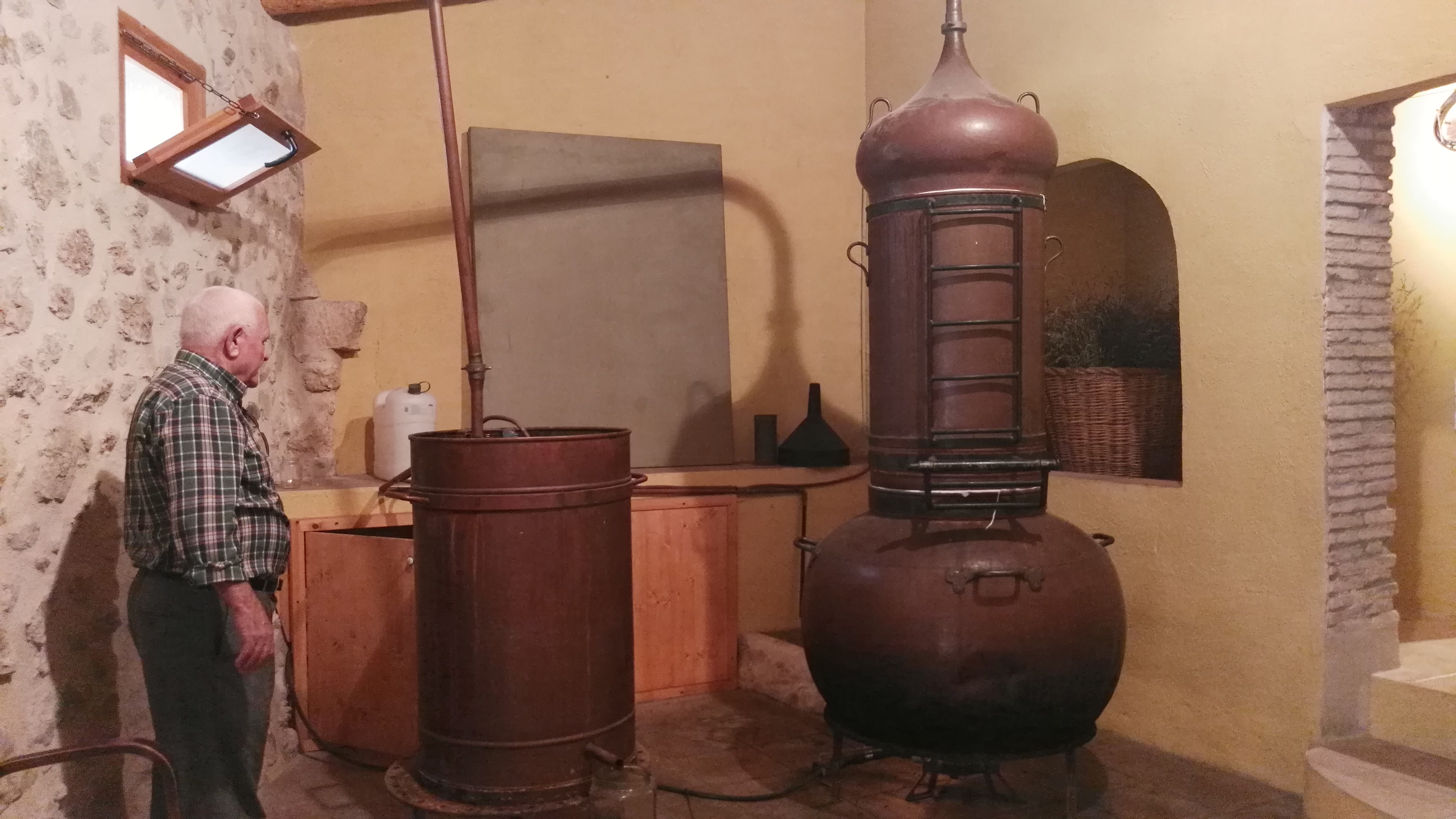
Alambic a Prat de Comte, utilitzat per la destil·lació d'espigol